# トランスリンク (クイーンズランド州)
トランスリンクは、オーストラリア・ブリスベンの交通を統括している連合。
ブリスベン市内のバスとフェリーサービスであるシティ・キャットやシティー・フェリーを管轄するブリスベン市交通局や、鉄道を運営するQR(クイーンズランド鉄道)が主体となり、ブリスベンの衛星都市に本拠を置く、民営のローガンシティー・バスサービス、パークリッジ・トランジットなどが連合をつくっている。
トランスリンクは、クイーンズランド交通省管轄で、その範囲はブリスベン市内のみならず、南部のローガン市・ボーデザート市・ゴールドコースト市や、西部のイプスウィッチ市・ロッキャー・バレー市、東部のレッドランド市、北部のカブルチャー市、レッドクリフ市、パイン・リバー市、サンシャイン・コースト市、島嶼部のノースストラドブローク島やブライビー島などが含まれる。2008年5月19日から、市内渋滞緩和およびバスの定時運行のため、インナー・ノーザン・バスウェイの開通により、ブリスベン市にバス専用道路が開通した。その後もバス専用道路、バス専用レーンなどが順次設営されている。
また2008年より、ゴーカード(GO Card)と呼ばれるICチップ内蔵のカード(日本のSuicaやPASMOに相当)が登場した。これは、トランスリンクに加盟している団体の交通機関であれば、使用することが出来る。使用可能な範囲は、主にサウス・イースト・クイーンズランド地域のバス、鉄道、フェリーなどである。